# Karl Kaiser
Karl Kaiser   (Viena, 20 de setembre de 1873 - Grimmenstein, 15 de juny de 1915) també conegut com Dragutin Kaiser (croat Dragutin Kaiser), va ser un director d'orquestra i professor de música austríac que va treballar principalment a Croàcia.

## Biografia
En la seva joventut va debutar a la "Court Chapel" com a violoncel·lista, després a l'Òpera de Linz com a director. El 1896 es va establir a Zagreb, on va actuar com a músic de conjunt i va obrir la seva pròpia escola de música. També va donar classes particulars, inclosa a Dora Pejačević. La temporada 1901-1902, va treballar com a entrenador i ajudant de direcció al Festival de Bayreuth, després va tornar a Zagreb, dirigint diverses produccions d'òpera, inclosa Die Walküre de Richard Wagner el 1914. Va fer gires com a director a Viena, Leipzig i Berlín. Durant 10 anys va actuar com a crític musical al diari alemany de Zagreb "Agramer Zeitung".